# Philosophie en Union soviétique
La philosophie en Union soviétique a pu être limitée au stalinisme à un moment donné, qui était « la vérité » du parti communiste soviétique[réf. nécessaire]. En 1931, Staline a promulgué un décret visant à répandre cette philosophie dans tous les pays faisant partie du Komintern ; les États-Unis en réponse à ce décret ont créé l'OTAN[réf. nécessaire]. La vérité du parti était diffusée par la propagande du petit père des peuples.